# Vautrin

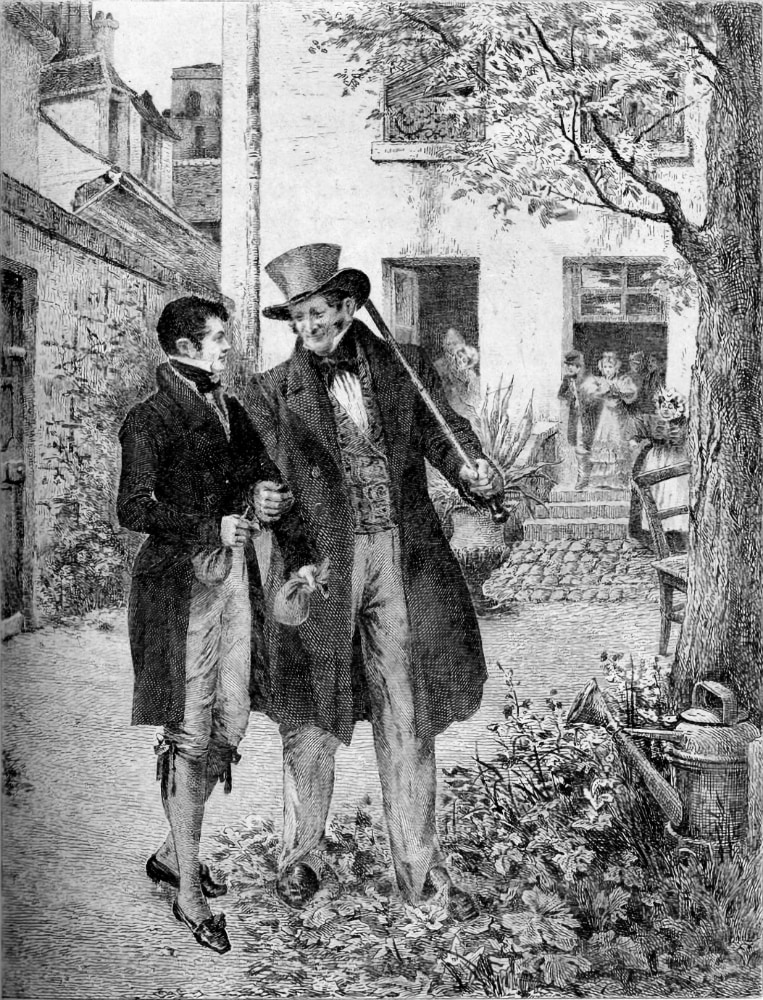
Vautrin i Eugeniusz de Rastignac, ilustracja do Ojca Goriot

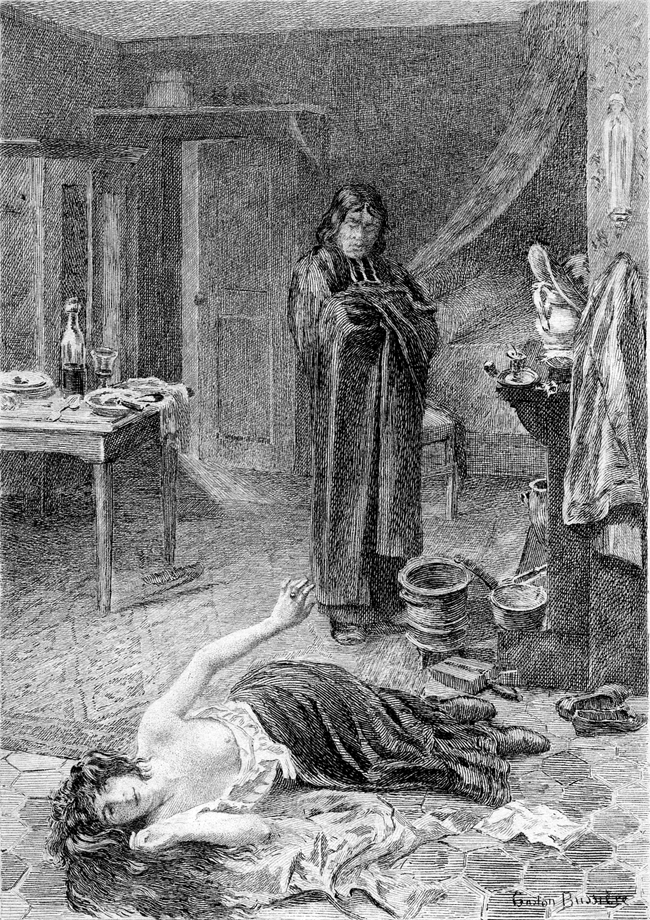
Vautrin nad ciałem Estery Van Gobseck, ilustracja do Blasków i nędz życia kurtyzany

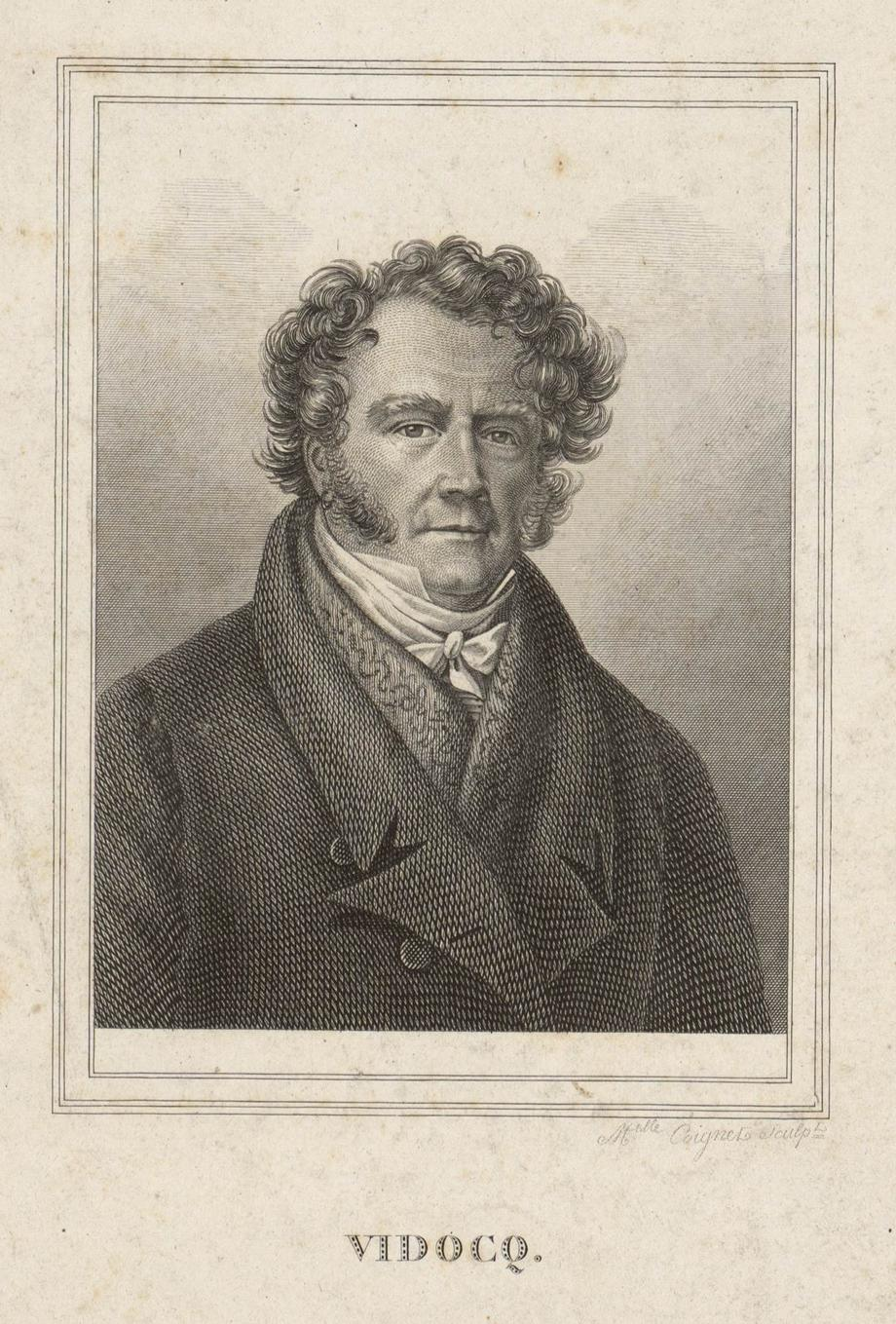
François Vidocq

Vautrin, prawdziwe imię Jacques Collin, inne przydomki: Ołży-Śmierć (fr. Trompe-la-Mort), Carlos Herrera – jeden z głównych bohaterów Komedii ludzkiej Honoriusza Balzaka. Pojawia się jako postać pierwszoplanowa w Ojcu Goriot, Straconych złudzeniach i Blaskach i nędzach życia kurtyzany oraz w sztuce teatralnej Vautrin. Inspiracją dla stworzenia tego bohatera był dla Balzaka Eugène-François Vidocq; część czynów powieściowego Vautrina nosi wyraźne podobieństwo do działań opisywanych przez Vidocqa w pamiętnikach.

## Biografia bohatera
W młodym wieku Jacques Collin otrzymał za fałszerstwa wyrok 20 lat galer po tym, jak wziął na siebie winę swojego przyjaciela. Karę odbywał w Tulonie i Rochefort. Zdobywszy w więzieniu niezwykły szacunek współtowarzyszy i przydomek Ołży-Śmierć, po ucieczce został skarbnikiem Stowarzyszenia Dziesięciu Tysięcy, grupującego tych przestępców, którym udało się dokonać rabunku na sumę przynajmniej 10 tys. franków. Ukrywał się pod nazwiskiem Vautrin, udając zamożnego rentiera, mieszkał w pensjonacie o niskim standardzie prowadzonym przez panią Vauquer. Cieszył się zaufaniem właścicielki i sympatią niemal wszystkich współmieszkańców. Szczególną uwagę zwrócił na młodego Eugeniusza de Rastignac, przybyłego do Paryża z zamiarem zrobienia wielkiej kariery. Odbył z nim rozmowę, w której przedstawił mu niemoralny charakter życia wyższych sfer Francji, i usiłował przekonać go do szybkiego wzbogacenia się drogą intrygi. Jeden z przyjaciół Vautrina miał wyzwać na pojedynek brata Wiktoryny Taillefer, odrzuconej córki bogatego ojca, który miał zamiar przekazać fortunę właśnie synowi. Duża sprawność w szermierce owego przyjaciela miała zapewnić śmierć młodego Taillefera w pojedynku, a wówczas, jak kalkulował Vautrin, ojciec miał przypomnieć sobie o Wiktorynie i uczynić ją jedyną dziedziczką. Jedyną rzeczą, jaką miał zrobić Rastignac, miał być ślub z zakochaną w nim zresztą dziewczyną, zanim jej brat zginie w walce na szpady, i nieinformowanie rodziny Taillefer o planowanej intrydze. Vautrin zażądał również, by młodzieniec, kierując dalej swoją karierą w Paryżu, był mu posłuszny lub też przekazał mu sumę pozwalającą na wyjazd do Ameryki i założenie tam prywatnej farmy. Rastignac, wierzący nadal w możliwość zdobycia bogactwa i wpływów uczciwymi metodami, z przerażeniem odrzucił ten plan, jednak nie poinformował również Taillefera o grożącym mu niebezpieczeństwie. Licząc na zmianę zdania młodzieńca i by zademonstrować mu własną siłę, Vautrin przeprowadził do końca wymyśloną intrygę, doprowadzając do śmierci Taillefera i powrotu Wiktoryny do domu ojca.
Wkrótce po tym wydarzeniu Vautrin został schwytany przez policję przy pomocy starej panny Michonneau, która zgodziła się za pieniądze uśpić go narkotykiem, a następnie sprawdzić, czy na ramieniu domniemanego rentiera nie ma liter TF, piętna galerników. Następnie kobieta wezwała policję, która aresztowała Collina w czasie obiadu w pensjonacie, powodując ogromny szok u wszystkich zebranych. Został odwieziony do więzienia w Rochefort, skąd uciekł razem z dwudziestoletnim mordercą Teodorem Calvi. W trakcie dalszej ucieczki został z nim rozdzielony; pragnął go odnaleźć, jednak na drodze do Angouleme spotkał przypadkowo Lucjana de Rubempré, zmierzającego w stronę jednego z okolicznych stawów z zamiarem popełnienia samobójstwa. Collin, przedstawiając się jako hiszpański ksiądz i tajny dyplomata Carlos Herrera, zdołał nie tylko odwieść młodzieńca od tego zamiaru, ale i przekonać go, że mimo wcześniejszych klęsk poniesionych w Paryżu może jeszcze wrócić do stolicy i zrealizować plany o bogactwie i wpływach. Warunkiem miało być zawarcie paktu: domniemany ksiądz miał wspierać Lucjana finansowo i podpowiadać mu, jak postępować, zaś młodzieniec obiecał mu bezwzględne posłuszeństwo. Początkowo faktycznie wiernie realizował jego polecenia, co przyniosło mu powrót do wielkich sfer.
By wspierać finansowo Lucjana, Vautrin nie zawahał się wydać na jego potrzeby pieniędzy powierzonych mu przez ufających mu kryminalistów. Lucjan z kolei konsekwentnie wypełniał zobowiązania paktu, chociaż z czasem dowiedział się, że Vautrin nie był hiszpańskim księdzem, lecz galernikiem, który w celu dokładniejszego ukrycia swojej tożsamości zabił prawdziwego Carlosa Herrerę i częściowo zmienił swój wygląd za pomocą środków chemicznych. Do konfliktu doszło w momencie, gdy Vautrin postanowił zaaranżować małżeństwo Lucjana z Klotyldą de Granville, chociaż ten kochał byłą prostytutkę Esterę Van Gobseck. Zdaniem Collina o wiele korzystniejsze było popchnięcie Estery w ramiona zakochanego w niej barona de Nucingena, by mogła wyłudzać od niego pieniądze na spłacenie długów Lucjana. Wprawdzie udało się w końcu przekonać dziewczynę, by poświęciła się w ten sposób dla ukochanego, jednak sytuację poważnie skomplikowało samobójstwo Estery po pierwszej (i jedynej) nocy z baronem, a także odziedziczenie przez nią milionowej fortuny po nieznanym krewnym. Vautrin zdecydował się na sfałszowanie testamentu zmarłej, jednak policja, obserwująca poczynania obydwu od pewnego czasu, zatrzymała zarówno byłego galernika, jak i jego protegowanego. Obaj byli podejrzani o morderstwo byłej kurtyzany, nikt natomiast nie podejrzewał ich o przestępstwo, które Vautrin naprawdę popełnił – fałszerstwo.
W czasie przesłuchania Jacques Collin nadal udawał księdza, a sędziemu śledczemu Denizetowi nie udało się niczego mu udowodnić. Vautrin twierdził, że jest niezwykle przywiązany do Lucjana, gdyż w rzeczywistości jest to jego nieślubny syn. Lucjan zachował się w czasie przesłuchania zupełnie inaczej. Ujawnił prawdziwą tożsamość domniemanego Hiszpana, po czym, zrozumiawszy, że zrujnował w ten sposób wszystkie dotychczasowe plany, powiesił się w celi. Przed śmiercią w liście odwołał wcześniejsze zeznania. Tymczasem Vautrin spotkał na więziennym dziedzińcu swoich dawnych kompanów z galer i dowiedział się od nich, że zaginiony niegdyś Teodor Calvi ma wkrótce zostać stracony za kolejne zabójstwo. Były galernik wymyślił kolejny plan, by go uratować, po czym przyznał się do swojej prawdziwej tożsamości, oferując zarazem policji swoje usługi. Został przyjęty; jak wynika z zakończenia książki, pracował tam do 1845.

## Cechy postaci
Vautrin uważany jest przez wielu interpretatorów za najoryginalniejszą postać Komedii ludzkiej, łączącą w typowy dla Balzaka sposób elementy realizmu i romantycznego kultu buntu, energii, aktywizmu. Zwłaszcza w Ojcu Goriot postać ta stanowiła oskarżenie wobec pełnego hipokryzji świata salonów paryskich, którym przeciwstawiał własną osobliwą etykę, lojalność wobec przyjaciół, konsekwencję w działaniu na rzecz bliskich mu osób posuniętą nawet do popełniania zbrodni. Obserwacja świata wielkich sfer prowadzi bohatera do utraty wszelkich złudzeń co do postępowania człowieka; nie robią na nim wrażenia żadne tradycyjne normy moralne ani przyjęte wzorce zachowań, o ile stoją na drodze do założonego celu. Równocześnie Vautrin obdarzony jest ogromną umiejętnością samokontroli i udawania – zmiana przebrań, odgrywanie coraz to nowych ról, pozyskiwanie zaufania kolejnych osób nie stanowi dla niego problemu. Wykazuje on jednak ogromną potrzebę nawiązania bliskiej relacji. Zarówno w Ojcu Goriot jak i Straconych złudzeniach podejmuje się "opieki" nad młodymi, wchodzącymi w świat paryski mężczyznami. Także na galerach blisko zaprzyjaźnia się z młodszym od siebie więźniem. W rezultacie wielu interpretatorów widzi w nim homoseksualistę i dostrzegać również i w tym aspekcie postaci kolejny, po fakcie bycia galernikiem i światopoglądzie, powód jego wykluczenia ze świata. Istnieją przypuszczenia, że i ten wątek Komedii ludzkiej miał swoje głębokie autobiograficzne podłoże. Interpretatorzy przypisujący Vautrinowi homoseksualizm wskazują, że Balzak nie tylko podzielał cechujące Vautrina oburzenie wielkoświatową hipokryzją, ale również angażował się silnie w relacje z młodymi ludźmi, których próbował protegować.
Balzak nie kryje zresztą sympatii dla tego bohatera. Kreując go na kontestatora tradycyjnych zasad podkreśla, iż w pełnym hipokryzji życiu codziennym Paryża jedynie Vautrin cechował się prawdziwą odwagą i konsekwencją. Taka ocena słabnie jednak w Blaskach i nędzach życia kurtyzany. Vautrin, łamiąc w tej powieści niektóre z zasad, którymi się dotąd kierował, staje się postacią bardziej negatywną, jednowymiarową. Cały czas natomiast uosabia Vautrin "realistycznego szatana", zaś jego relacje z młodymi ludźmi stanowią odbicie motywu paktu zawieranego z diabłem.

## Film
W postać Vautrina wcielali się następujący aktorzy:
- Lionel Barrymorrre w filmie Paris at Midnight z 1926[13]
- Michel Simon w filmie Vautrin z 1944[14]
- Pierre Renoir w filmie Ojciec Goriot z 1945[15]
- Willy Kleinau w filmie Karriere im Parisz 1952[16]
- Andrew Keir w filmie Ojciec Goriot z 1968[17]
- Roger Jacquet w filmie Ojciec Goriot z 1972[18]
- Georges Géret w filmie Blaski i nędze życia kurtyzany z 1975[19]
- Jean-Pierre Cassel w filmie Rastignac, ou les ambitieux z 2001[20]

Również w 1919 nakręcony został niemy film włoski pod tytułem Vautrin

## Literatura
Oprócz powieści i dramatu Balzaka Vautrin był również bohaterem współczesnej sztuki teatralnej The Crimes of Vautrin Nicholasa Wrighta.